# São Gens
São Gens fut l'un des évêques légendaires de Lisbonne, pendant l'époque romaine. Une colline de la ville porte aujourd'hui son nom.
On peut voir dans la Capela de Nossa Senhora do Monte derrière une porte fermée à clé la chaise de pierre où São Gens avait l'habitude de s'asseoir. Une légende raconte que la mère de São Gens mourut en couches. La tradition veut que les femmes enceintes désirant réussir leur accouchement doivent s'asseoir sur la chaise.

## Voir également